# Grodzisko (Pagóry Jaworznickie)
Grodzisko – drugie co do wysokości wzniesienie w Jaworznie (345,64 m n.p.m.), jak również jedno ze wzniesień Pagórów Jaworznickich. Nazwa pochodzi od grodziska kultury łużyckiej, potwierdzonego badaniami archeologicznymi, przeprowadzonymi dwukrotnie w 2. połowie lat 60. XX wieku.

## Galeria

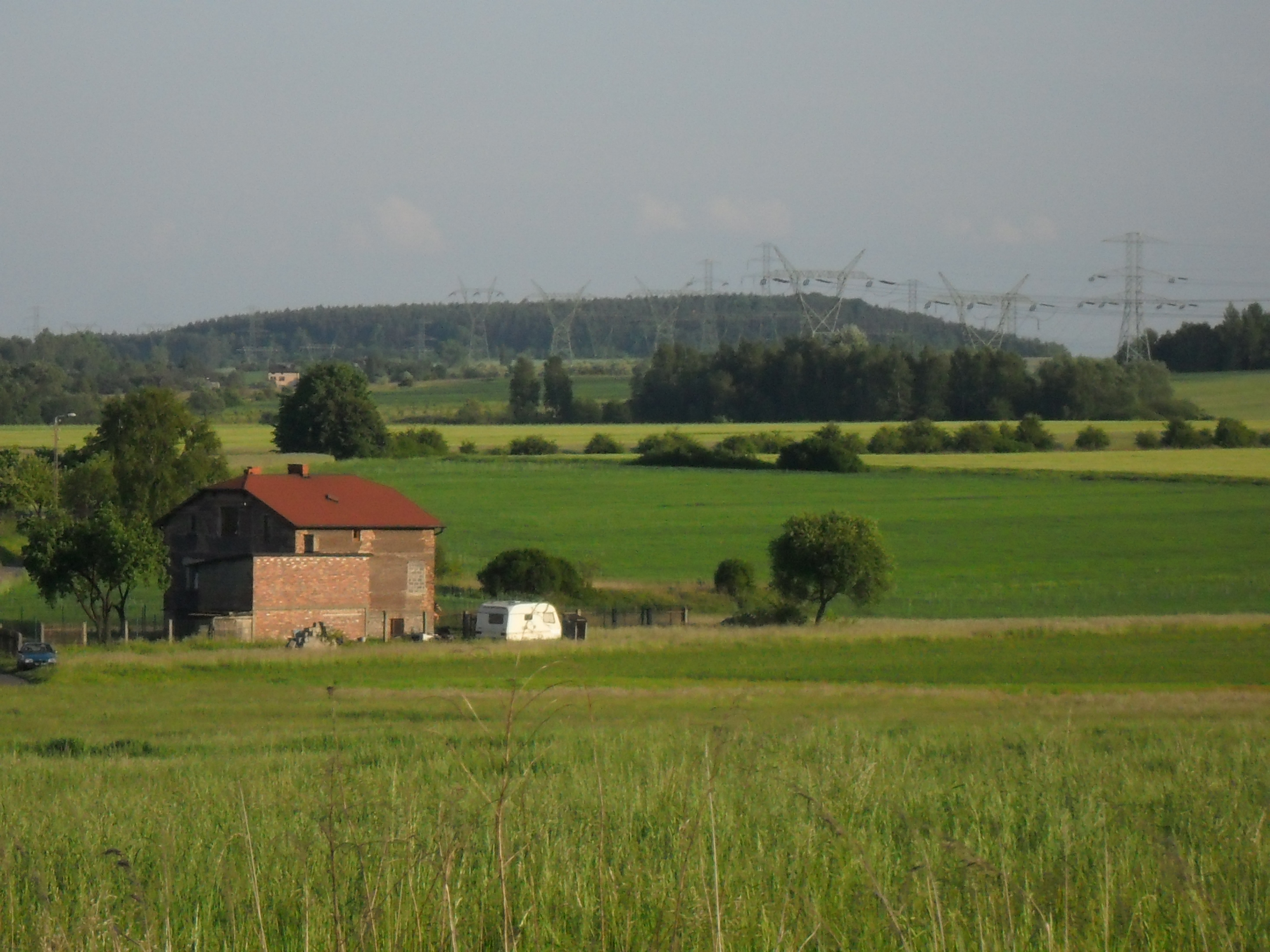
Góra Grodzisko w Jaworznie - widok z Sodowej Góry
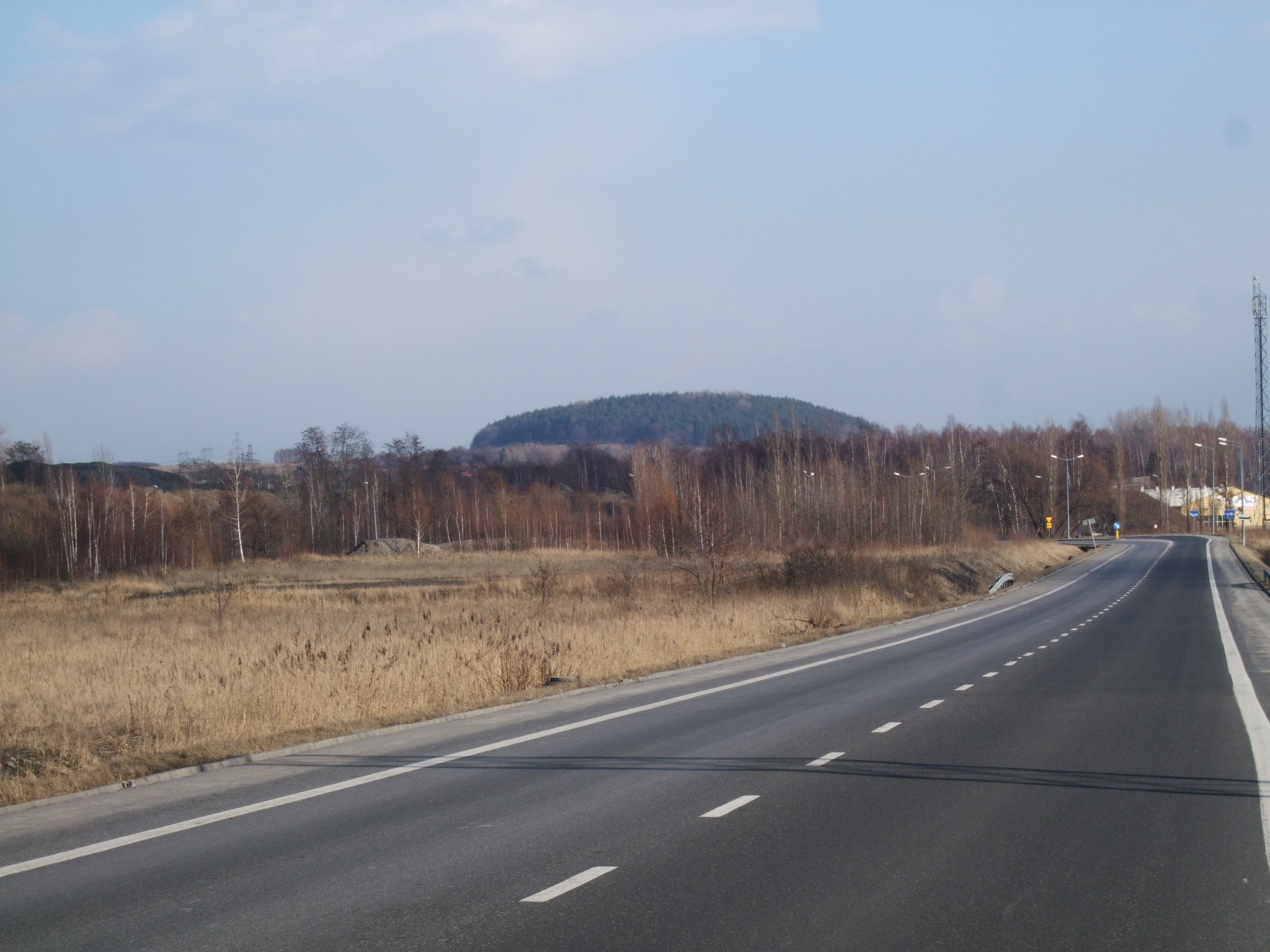
Góra Grodzisko - widok z Obwodnicy Południowej (Stara Huta)
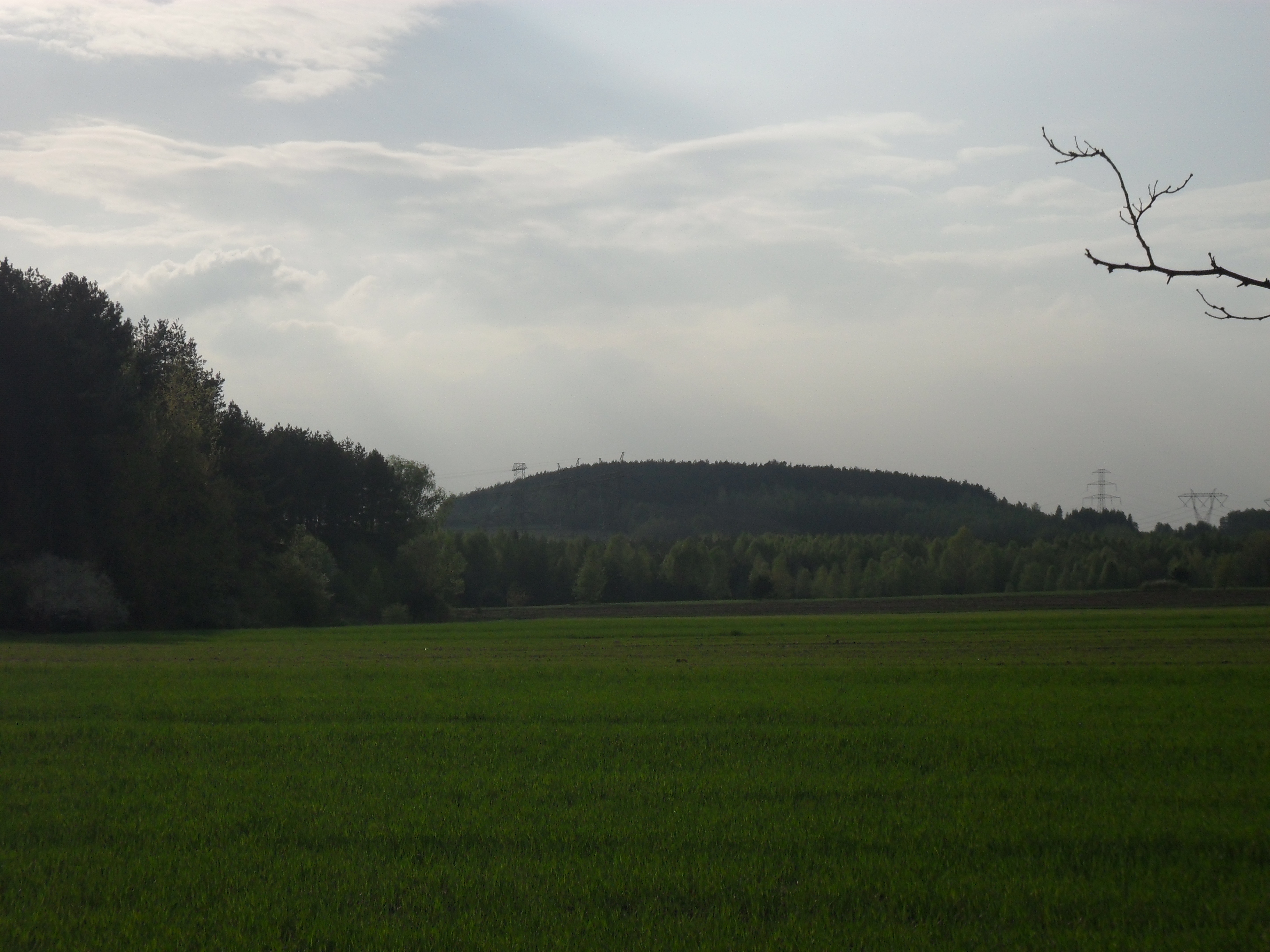
Góra Grodzisko - widok z przysiółka Ponikwica w Byczynie
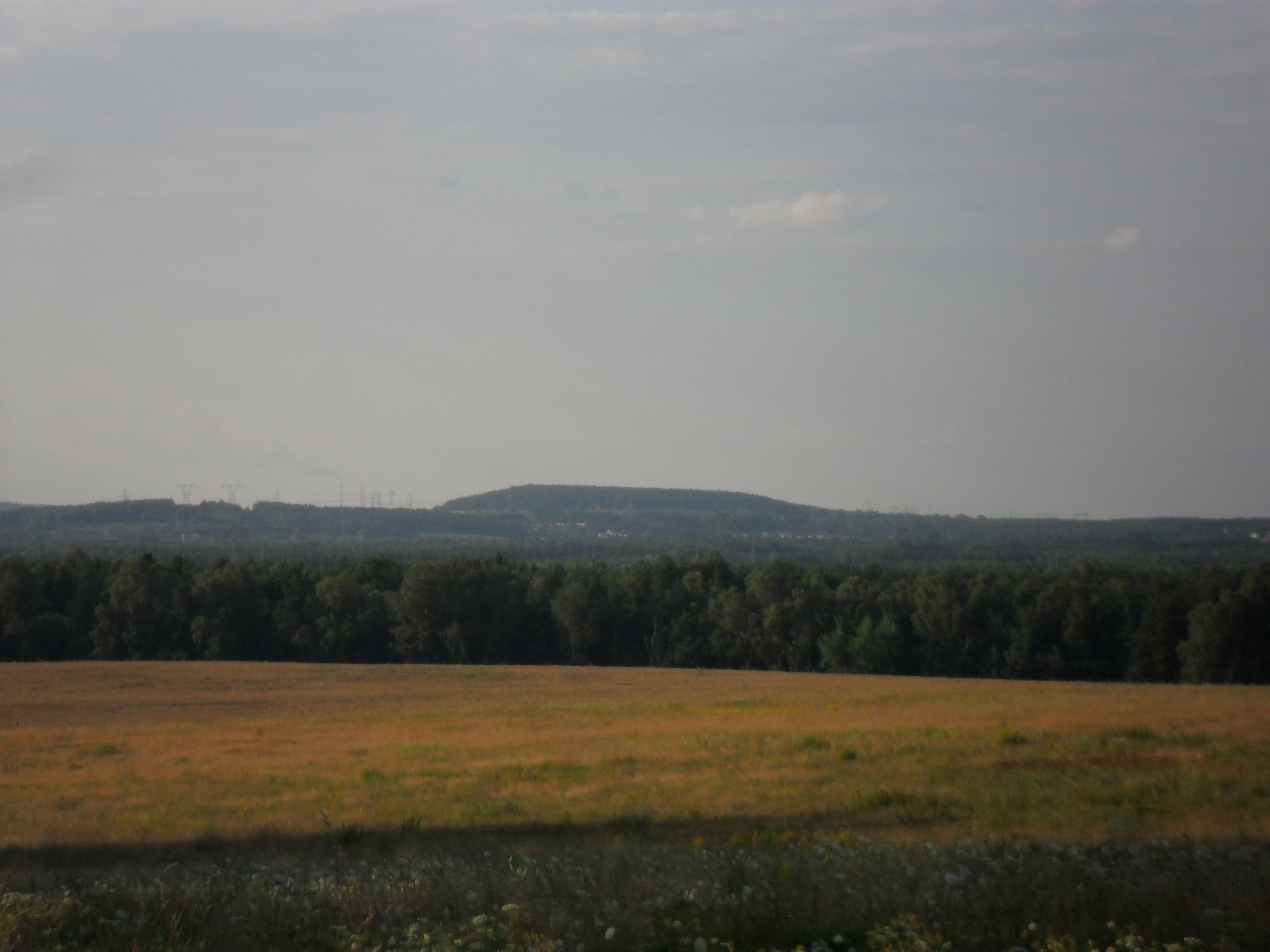
Góra Grodzisko - widok z Libiąża